# Age of Empires (jogo eletrônico)
Age of Empires (comumente abreviado como AoE ou AofE) é um jogo de estratégia em tempo real, foi desenvolvido pela Ensemble Studios e publicado pela Microsoft Game Studios, e foi lançado em 15 de outubro de 1997 para Microsoft Windows, Windows Mobile e Macintosh. foi desenvolvido usando o motor Genie, um modelo Sprite 2D. O jogo permite aos usuários serem líderes de grandes civilizações ancestrais, atacando uns aos outros de modo a avançar nas quatro eras (Idade da Pedra, Idade da Ferramenta, Idade do Bronze e Idade do Ferro) evoluindo tecnológica e operacionalmente suas civilizações.
Age of Empires é um jogo eletrônico em que os jogadores precisam usar uma grande estratégia para criar e avançar com uma civilização em várias épocas históricas, combinando recursos, tecnologias, unidades, geografia e edifícios.
As civilizações precisam avançar tecnologicamente para obter melhorias, mas para isso precisam, às vezes, combinar suas próprias tecnologias para formar unidades, edifícios ou até mesmo outras tecnologias. Assim também o jogador precisa combinar edifícios para construir outros novos, sendo que é necessário ter conhecimento para obter qualquer tipo de unidade de forma estratégica, construindo-os de forma correta e economizando recursos. Isso então leva o jogo a um nível estratégico avançado.
Em junho de 2017, a Microsoft Studios anunciou que o jogo seria relançado em uma versão remasterizada, chamada Definitive Edition, com gráficos suportando resolução 4K, liberado para o público em fevereiro de 2018.

## Civilizações

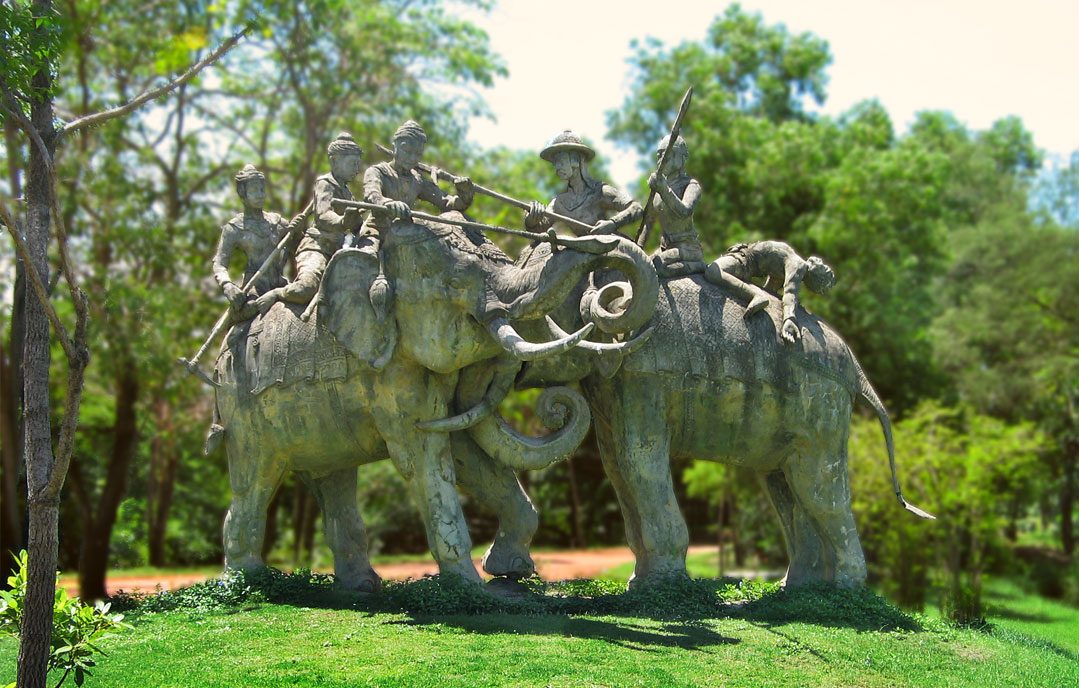
Elefante de guerra.

Pode-se escolher entre 12 civilizações. Cada uma contém suas vantagens e limitações e quatro delas (marcadas em negrito) tem a sua própria história de campanha. Abaixo elas se dividem em tipo de arquitetura:
| Ásiatica                  | Mesopotâmicos                    | Árabe                            | Ocidental                      |
| - Choson - Shang - Yamato | - Babilônios - Hititas* - Persas | - Sumérios - Assírios - Egípcios | - Gregos - Minoanos - Fenícios |

## Modos de jogo
Campanha
Com o editor que vem junto com o jogo, o jogador pode criar os próprios cenários e campanhas. As quatro que vêm com o jogo são:
1. A Ascensão do Egito
2. A Glória da Grécia
3. Vozes da Babilônia
4. Yamato, o Império do Sol Nascente

Existe também uma campanha exclusiva para a versão demonstração do jogo, que embora seja demonstração, é completa e especialmente feita para a primeira versão de demonstração:
1. O Reino dos Hititas

Embora só exista na primeira versão demo, se copiado o arquivo da campanha e colado dentro da pasta de campanhas do jogo completo, esta funciona perfeitamente.
Cenário
Escolher um cenário de jogo já determinado, com número de jogadores máximos, divisão ou não de times, condições de vitórias, já especificadas.
Cenário Aleatório
O jogador escolhe quantos "adversários" (alguns podem ser aliados), a Idade em que começa, o cenário (Deserto, Pântano, Arquipélago, …) e a maneira de vencer (mais pontos ao final de certo período, monumento, extermínio de todos os jogadores ou qualquer um).
Batalha Mortal
Os jogadores começam com 10000 de comida, madeira, pedras e ouro.
(Não existe possibilidade de diplomacia aliada)
Multijogador
O limite é de 8 jogadores.
Dois ou mais jogadores podem dividir o controle de uma civilização durante o jogo, jogando de modo cooperativo.
Sites para jogar Age of Empires online podem ser encontrados mais abaixo na seção Ver também.

### Condições de vitória
- Artefatos - Conquistar e manter os artefatos por um certo tempo.
- Ruínas - Conquistar e manter as ruínas por um certo tempo.
- Monumento - Construir e manter um Monumento por um certo tempo.
- Conquista - Destruir todos os outros jogadores.
- Pontos - Atingir uma determinada pontuação.
- Limite de Tempo - Joga-se até acabar o tempo. Ganha quem conseguir mais pontos.

## Recursos naturais

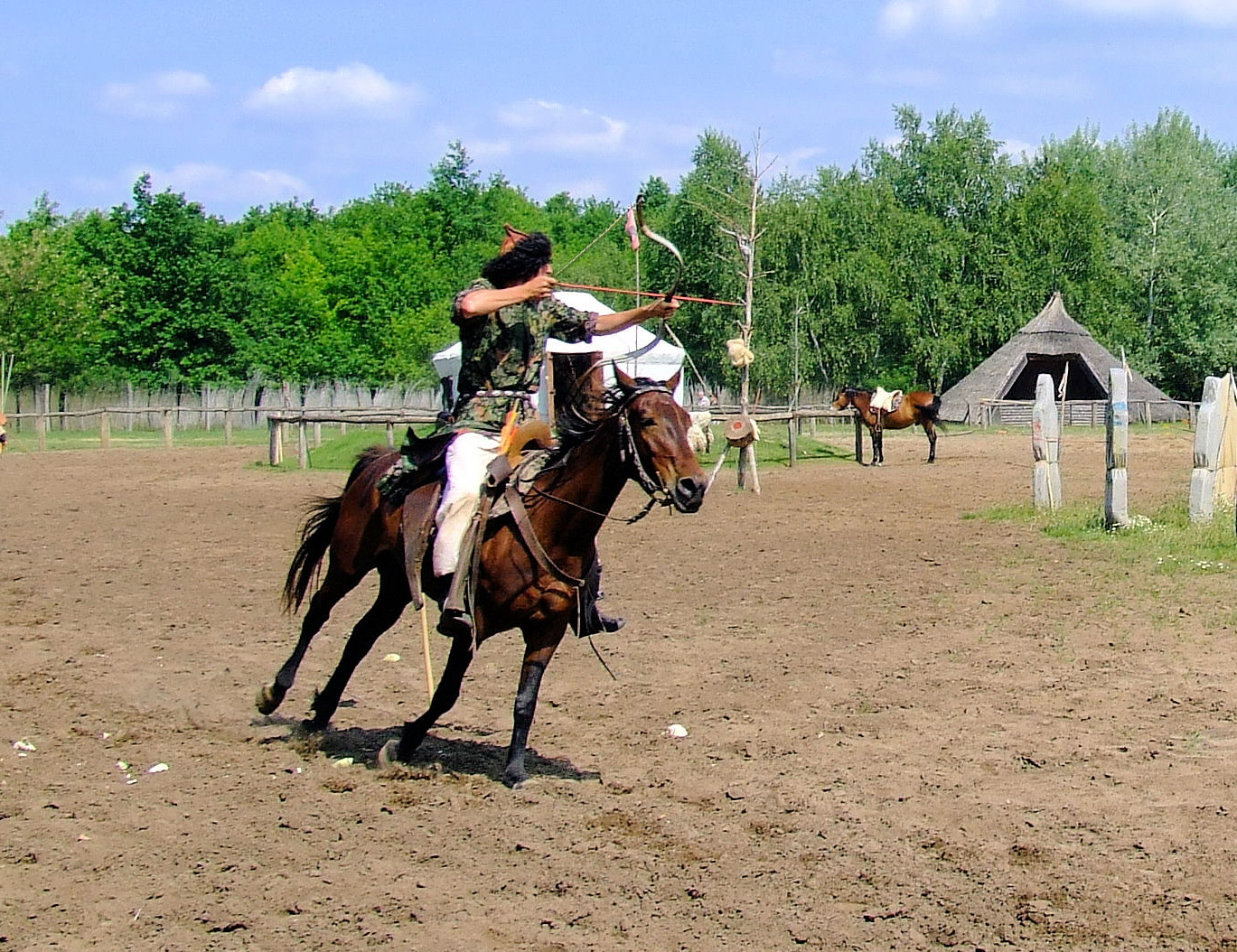
Arqueiro em cavalo.

Os recursos de AoE são quatro, sendo coletados pelo aldeão. Todos são usados para o desenvolvimento da tecnologia. A grande construção, o Monumento, gasta 1000 de Madeira, Ouro e Pedra.
Comida
Conseguida por meio da caça (cervos, crocodilos, leões e elefantes),pesca (tanto de salmão e atum, como de baleia), recoleção de arbustos frutíferos e arando fazendas.
Usada para criar unidades e tecnologias, e avançar para a próxima era.
Madeira
Conseguida através da derrubada de árvores. Usada para construções, tecnologias e unidades mecânicas(catapultas, navios) e arqueiros.
Ouro
Ouro representa todos os tipos de metais preciosos, como ouro, prata, bronze e cobre.
Conseguido através da mineração e pelo comércio através de barcos de comércio.
Usado no comércio, trocando ouro por outros recursos, para a criação de unidades (idades do Bronze e Ferro principalmente), tecnologias e avançar para a Idade do Ferro.
Pedra
Conseguida através da mineração.
Usada para construir muros e torres, tecnologias relacionadas, além do Monumento.

## Construções

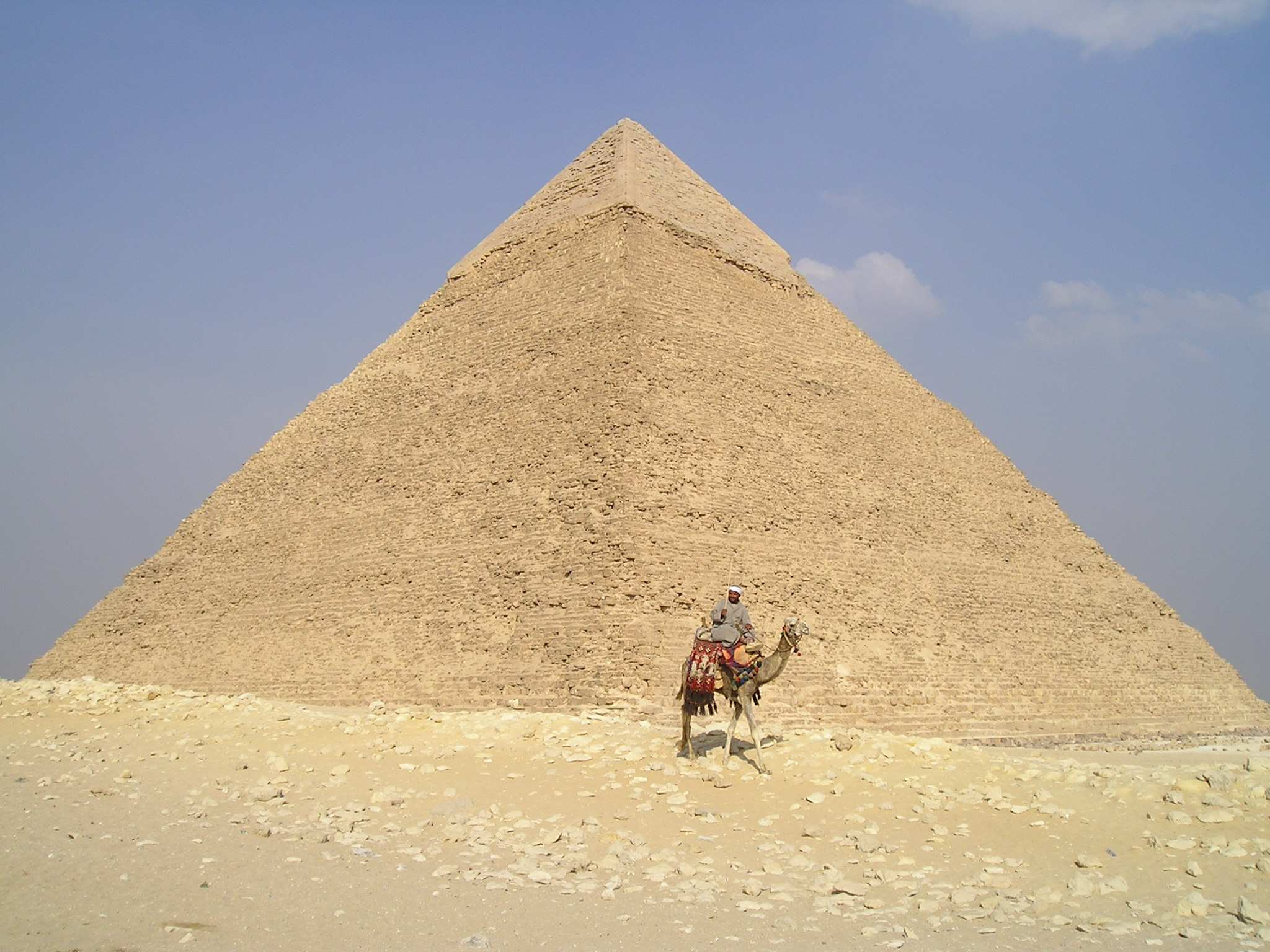
Pirâmide, a Maravilha do Mundo construída pelas civilizações com arquitetura egípcia.

- Centro da Cidade - recebe recursos, cria aldeões e avança para a próxima Idade.
- Casa - aumenta a capacidade do número de habitantes em quatro.
- Armazém - recebe comida de fazenda e arbustos e desenvolve tecnologia de torres e muros.
- Local de Armazenamento - recebe alimento (caça e pesca), madeira, ouro e pedra. Desenvolve tecnologias para melhorar a defesa das unidades de guerra, e o ataque para unidades de corpo-a-corpo.
- Fazenda - providencia uma determinada quantidade de alimento.
- Academia - Infantaria de elite.
- Campo de Arco e Flecha - Arqueiros, tanto a pé como montados, em carruagem ou em elefante.
- Doca - construção naval, tanto barcos de pesca como barcos comerciais e navios de guerra.
- Estábulo - criação de cavalaria e Elefante de Guerra.
- Sede do Governo - tecnologias que ajuda os exércitos e as construções.
- Mercado - permite a construção da Fazenda e tem tecnologias relativas a recursos e a Roda, que acelera suas unidades.
- Monumento - uma construção majestosa. Pode ser uma das condições de vitória.

Para Egípcios e Assírios, é uma pirâmide. Para Gregos, Fenícios e Minoanos, é uma estátua de um soldado (inspirada no Colosso de Rodes); para Yamato, Choson e Shang, um templo estilo oriental; e para Babilônicos, Hititas, Persas e Sumérios, um Zigurate.
- Muro - impede a movimentação de unidades. Só arqueiros e armas de cerco podem atirar além dele.
- Oficina de Catapultas - constrói catapultas, há também a balista.
- Quartéis Militares - Infantaria básica.
- Templo - cria o Sacerdote, unidade lenta porém muito útil por curar as unidades e converter unidades inimigas.
- Torre - atira flechas nos inimigos.

## Recepção
Age of Empires obteve boa recepção da crítica, e vendeu cerca de 3 milhões de cópias. Ainda assim, houve críticas principalmente pela inteligência artificial das unidades e os objetivos das campanhas.

## Continuação
O sucesso levou a Microsoft e a Ensemble à criação de um pacote de expansão, Rise of Rome (1998), e à sequência Age of Empires II: The Age of Kings (1999). Pouco depois recebeu a expansão Age of Empires II: The Conquerors. Mais tarde também foi criado Age of Mythology, tornando a mitologia o elemento central da estratégia de todo o jogo. Em 2005 foi lançado Age of Empires III (que recebeu o pacote de expansão The War Chiefs em 2006 e The Asian Dynasties em 2007). Em 2011 foi lançado uma versão Online, chamada Age of Empires Online, que traz de volta o tema dos Gregos, Egípcios e Persas. Atualmente os fãs de Age of Empires esperam por continuações da série.
Foi lançado para consoles, em 2002 Age of Empires II recebeu uma versão para o PlayStation 2, e em 2006 foi lançado o Age of Empires: The Age of Kings para o Nintendo DS.